# Jefferson Heights
Jefferson Heights är en så kallad census-designated place i Greene County i delstaten New York. Vid 2020 års folkräkning hade Jefferson Heights 1 122 invånare.